# José María Caro Rodríguez
José María Caro Rodríguez, čilenski rimskokatoliški duhovnik, škof in kardinal, * 23. junij 1866, San Antonio de Petrel, Pichilemu, † 4. december 1958, Santiago de Chile.

## Življenjepis
20. decembra 1890 je prejel duhovniško posvečenje.
6. maja 1911 je bil imenovan za apostolskega vikarja Tarapace. 5. januarja 1912 je bil imenovan za naslovnega škofa Milase in 28. aprila istega leta je prejel škofovsko posvečenje.
14. decembra 1925 je bil imenovan za škofa La Serene in 24. aprila 1926 je bil ustoličen.
20. maja 1939 je bila škofija povišana v nadškofijo in z njo tudi Caro Rodriguez. 28. avgusta istega leta je bil imenovan za nadškofa Santiaga de Chile in ustoličen je bil 14. oktobra 1939.
18. februarja 1946 je bil povzdignjen v kardinala in imenovan za kardinal-duhovnika S. Maria della Scala.